# Isalle
L'Isalle è un fiume di 31 km della provincia di Nuoro.

## Corso del fiume
L'Isalle nasce a Nuoro con il nome di rio Lucula, poi prende il nome di torrente Solago a Orosei e infine di Isalle, poi sfocia nel Cedrino a Galtellì.
Riceve come affluenti il rio Orvani e il rio San Marco.